# Nicky Larson Private Eyes
Nicky Larson Private Eyes (劇場版シティーハンター 〈新宿プライベート・アイズ〉, Gekijō-ban Shitī Hantā: Shinjuku Puraibēto Aizu) est un film d'animation japonais réalisé par Kenji Kodama, sorti en 2019.
Basé sur le manga City Hunter de Tsukasa Hōjō, il est la première adaptation depuis 20 ans et totalise plus de 10 millions de dollars de recettes au box-office japonais de 2019. Les personnages principaux de Cat's Eye du même auteur apparaissent en caméo dans le film.

## Synopsis
Nicky est contacté par Iris Woods, une mannequin prise pour cible par de mystérieux mercenaires et qui pourrait bien être la clé d'une conspiration menaçant toute la ville. Nicky et Laura vont devoir protéger Iris et sauver Tokyo.

## Fiche technique
Sauf indication contraire, les informations mentionnées dans cette section peuvent être confirmées par la base de données cinématographiques IMDb,  présente dans la section « Liens externes ».
- Titre original : 劇場版シティーハンター 〈新宿プライベート・アイズ〉 (Gekijō-ban Shitī Hantā: Shinjuku Puraibēto Aizu?)
- Titre français : Nicky Larson Private Eyes
- Titre anglophone : City Hunter: Shinjuku Private Eyes
- Réalisation : Kenji Kodama
- Scénario : Yoichi Katoh, d'après l’œuvre de Tsukasa Hōjō
- Direction artistique : Hiroshi Kato
- Directeur de l'animation : Yoshihito Hishinuma
- Musique : Taku Iwasaki
- Production :
- Société de production : Sunrise
- Société de distribution : VIZ Media Europe / CGR Events (France)
- Budget : n/a
- Pays d'origine :  Japon
- Langue originale : japonais
- Format : couleur -
- Genre : anime, action, comédie policière
- Durée : 96 minutes
- Dates de sortie[3] :
  - Japon : 8 février 2019
  - France : 13 juin 2019[4]

## Distribution

### Voix originales
- Akira Kamiya : Ryô Saeba
- Kazue Ikura : Kaori Makimura
- Yōko Asagami (en) : Saeko Nogami
- Tesshō Genda : Umibôzu
- Marie Iitoyo (en) : Ai Shindô
- Mami Koyama : Miki
- Keiko Toda : Hitomi et Rui Kisugi
- Chika Sakamoto (en) : Ai Kisugi
- Kōichi Yamadera : Shinji Mikuni
- Hōchū Ōtsuka : Vince Ingrad

### Voix françaises
- Vincent Ropion : Nicky Larson
- Danièle Douet : Laura Marconi
- Audrey Sourdive : Iris Woods
- Agnès Gribe : Hélène Lamberti
- Thierry Mercier : Mammouth
- Agnès Manoury : Mimi
- Philippe Lacheau : Christopher King
- Marie-Laure Dougnac : Tam Chamade
- Geneviève Taillade : Sylia Chamade
- Annabelle Roux : Alex Chamade
- Jérémie Covillault : Cooper
- Philippe Catoire : Vince Ingrad
- Bruno Méyère : Coldman
- Yannick Blivet : Jean-Patrick Léger
- Patrick Pellegrin : Conita, le styliste
- Antoine Tomé : Gen, le restaurateur
- Olivier Peissel : Frank Carter
- Gérard Surugue : le professeur
- Olivier Cordina : l'agent d'Iris Woods
- Frédéric Souterelle : le chef des hommes armées
- Nayéli Forest : la mère d'Iris Woods
- Isabelle Volpe : la petite fille soignée par Iris Woods
- Grégory Laisné : le policier

Source et légende : version française (VF) sur Planète Jeunesse

## Production
Le film sort le 8 février 2019 au Japon, quasiment au même moment que le film live français Nicky Larson et le Parfum de Cupidon. Sa sortie française, quant à elle, a eu lieu le 13 juin 2019, de façon limitée, dans le circuit de salles CGR. Pour la VF, toute la distribution vocale originale de la série d'animation (y compris les sœurs Chamade de la série d'animation Signé Cat's Eyes) reprennent leur rôle respectif, à l'exception de Maurice Sarfati étant décédé depuis 2013 repris par Philippe Lacheau et de Michel Barbey, qui est remplacé par Thierry Mercier, sur Mammouth. Pour la VO, Keiko Toda double Hitomi Kisugi (Tam Chamade) et reprend le rôle de Rui Kisugi (Silia Chamade) doublée dans la série par Toshiko Fujita, qui est décédée en décembre 2018 et dont ce film lui rend hommage.
Ce film montre que le café Cat's Eyes où Mammouth et Mimi travaillent, appartient aux sœurs Chamade, ce qui crée un lien entre les séries Nicky Larson et Signé Cat's Eyes créées par Tsukasa Hōjō. Par rapport à la série, la technologie vue dans le film est basée sur celle des années 2010 et l'immeuble dans lequel vivent Laura et Nicky est différent lui aussi. Ce film crée une liberté avec la technologie d’aujourd’hui car Laura étant née en 1967, avait 20 ans en 1987 mais comme elle connait Christopher King depuis l'école primaire, elle devrait avoir 26 ans également. Ce qui veut dire que les événements du film se déroulent dans les années 90 et à cette époque la technologie n'était pas aussi évoluée.  
La plupart des chansons connues de la série comme Get Wild et le style comique de la série reviennent dans le film. Il montre également que Laura était déjà une fille qui manie la massue depuis son enfance bien avant qu'elle rencontre Nicky. L'apparence de Laura est plus féminine que dans la série. Le personnage de Christopher King est doublé en VO par Kōichi Yamadera. Ce dernier a également doublé Nicky Larson interpreté par Philippe Lacheau.